# 休日のわるものさん
『休日のわるものさん』（きゅうじつのわるものさん）は、森川侑による日本の漫画作品。Twitterやpixivで発表された後、『ガンガンpixiv』（スクウェア・エニックス）にて、2018年12月15日より連載中。悪の組織の将軍のわるものさんの休日を描いたコメディ。

## 沿革
2017年より、作者の森川のTwitter、pixivで発表される。本作が話題となったことを機に、2018年12月15日より『ガンガンpixiv』で連載開始。2021年1月27日、ドラマCDが発売される。2023年2月24日にアニメ化を発表。同年3月25日、26日開催の「AnimeJapan 2023」の日活ブースにて、本作のアニメ化を記念したステージを開催。

## ストーリー
宇宙から飛来し、地球を支配下に置くため侵略を行う悪の組織と、悪の組織から地球を守るレンジャー達が戦いを繰り広げている世界。
悪の組織の幹部であるわるものさんは、地球を支配下に置くため日々レンジャー達と戦っている。

…が、この話はその戦いの話ではなく、わるものさんが戦わない休日を描いた物語である。

## 登場人物
声の項は特記のない限り、テレビアニメの声優。

### 悪の組織
とある星から地球を侵略しにやってきた悪の組織。タワー型の拠点で活動しており、多くの部下が存在する。なお、地球に関心を示している他の星の組織の存在も調査によって示唆されている。
わるものさん
声 - 浅沼晋太郎 / 津田健次郎（ドラマCD）
本作の主人公。地球を侵略する悪の組織の幹部。「わるものさん」という名前は便宜上付いているだけで作中で呼ばれたことは無く、本名は不明。部下からは「将軍」と呼ばれている。
仕事の際は髪型をオールバックにしているが、休日では髪を下ろし、前髪で目が隠れている。また普段は服の下で見えないが、上半身に爪痕のようなタトゥーがある。
地球のとある街中にあるアパートに住んでおり、悪の組織の拠点へ通勤している。休日を大切にする信条を持ち、休日中は絶対に仕事と関わらないようにしている。休日を潰されることを極度に嫌い、街中でレンジャーと遭遇しても戦闘を回避し、部下・同僚は無視するほどの徹底ぶり。
侵略を仕掛ける立場の人物ではあるが、階段で苦労する老人を助ける程度には良心がある一方、カレーの辛さを間違えただけで人類を滅ぼす決意をし、直後にテレビでパンダの番組を見て落ち着くなど、時折情緒が不安定になる。
パンダがお気に入りであり、気分次第では動物園へ直接見に行こうとするほどである。彼が行動する際、大抵何かしらの形でパンダが関係している。
津田健次郎によると、「オンとオフのギャップが楽しい」、「油断してると急にぐっとさせる優しさが素敵」なキャラクターである。
浅沼晋太郎によると、わるものさんの「ごくごくたまに感情を爆発させたりするけれど、基本的には穏やかで、時間がゆっくり流れる」といった休日の過ごし方を羨ましく思い、ライフスタイルに憧れるという。
ルーニー
声 - 斉藤壮馬 / 寺島拓篤（ドラマCD）
わるものさんの部下の一人。非戦闘員であり自分は戦う力を持たず、情報収集やデータ解析などが主な任務。わるものさんとはフランクに接している。
トリガー
声 - 中村悠一
悪の組織の幹部の一人。相当の自信家な性格で風貌や口調も荒々しいが、同僚である将軍ことわるものさんのマイペースな休日の過ごし方と普段とのギャップに突っ込みをいれたり、自由奔放なルーニーの行動に振り回される常識人のポジション。

### レンジャー
地球を悪の魔の手から守る組織。支援するスタッフが多く存在する。現在の主要なレンジャーたちは、とある戸建て住宅で集まって生活している。
アカツキレッド
声 - 石橋陽彩 / 天崎滉平（ドラマCD）
わるものさんと戦う地球防衛組織「レンジャー」の一員。現在のレンジャーの中では加入時期が最も若い新人。
極度の方向音痴でよく迷子になり、道を教えてもらった直後に道を間違え、遂には目的地を大きく外れて隣の県にたどり着いたりすることがある。
性格はしっかりしているものの同時に天然でもあり、戦闘を回避するため道案内をするわるものさんに対して「悪の組織の親切な人」とおかしな呼び方をしている。
天崎滉平によると、「真っ直ぐなゆえにとってもお茶目で愛されキャラ」で「真面目ゆえにお茶目」であるが、「地球を守る気持ちや優しさはとってもカッコいい」キャラクターである。
ソウテンブルー
声 - 江口拓也
わるものさんと戦うレンジャーの一員。ラフな風貌や口調に対してレンジャーの面々に気を配っており、そのせいかストレスに弱く、面倒事に巻き込まれるとすぐに胃痛が起きる。年少期に先代レンジャーから引き継いでおり、その後に加入したピンクは妹の様な存在として付き合っている。
江口拓也によると、「面倒見の良い兄貴体質」だが、ツンケンとした態度をとる人物。
シノノメピンク
声 - 加隈亜衣
わるものさんと戦うレンジャーの一員。
肉弾戦で戦っているが、本当は自身がよく見ているアニメの様な魔法少女に憧れている。しかしその一方で、仮に女子高生の自分がなってもいいのかと内心悩んでもいる。
わるものさんとは魔法少女のグッズを紛失した際、わるものさんが拾って警察に届けてもらったことで知り合い、その時のちょっとした発言がきっかけで惹かれている（相手が悪の組織の幹部とは知らない）。
レイメイグリーン
レンジャーの一員で双子。現在のレンジャーでは最年少。まだ幼いことに加え双子同士で分け合ったせいか、個々人ではレンジャーとしてのエネルギーが足りておらず、変身する際はエネルギー不足を補うために2人が合体する形で変身する。変身中は肉体が成長し、2人の瞳の色をそれぞれ併せ持つ。
空
声 - 山村響 / 橋本ちなみ（ドラマCD）
麦とは双子で、ショートヘアの女の子。
麦
声 - 山村響 / 高橋未奈美（現：髙橋ミナミ、ドラマCD）
空とは双子で、より短い短髪の男の子。
ヨイヤミブラック
声 - 梅原裕一郎
レンジャーの一員。普段は夜間を中心に活動している。
レンジャーとしてもっとも在籍期間が長く、先代レンジャーが全滅したなかで唯一の生き残りであり、現在のレンジャーの中では最年長で次代の隊員の指導役も担っている。
レッド達他のレンジャーはブラックが見つけ入隊させた。

### その他の人物
山野さん
声 - 東山奈央
わるものさんがよく通うコンビニの店員。元気いっぱいで、ガラの悪いわるものさんにも怯まず対応する。
新社会人くん
声 - 河西健吾
わるものさんがよく通うコンビニの客。最近田舎から上京し一人暮らしと就職をしたばかりで、夜遅くまで働く社畜生活を着実に歩んでいる。
よくわるものさんがいるときに来店し、わるものさんと山野さんのやりとりを（わるものさんのガラの悪さにヒヤヒヤしながら）目撃している。わるものさんについてはその風貌から、「こわもてさん」と言う印象の名前で認識している。
桜の精の女の子
春、桜の花が咲いているときだけ公園の桜の木の下に現れる少女。本体である桜の木から離れる事ができない。
普通の人には認識できず関われないため寂しく思っている。
同種である男の子の他、何故かわるものさんは彼女を認識する事ができ、花見に来たわるものさんからおにぎりを分けてもらっている。
樫の木の男の子
桜の精の女の子と同種の存在である少年。本体である樫の木から離れる事ができないのは同じ。桜の精の女の子と同様わるものさんは何故か認識する事ができ、「クソガキ」呼ばわりしている。
桜の精の女の子の事が気になっているが、木同士の距離が遠いため関わる事ができず、見守るだけとなっていた。そこにわるものさんが女の子におにぎりを与えるようになったため、わるものさんに手伝ってもらいプレゼントや糸電話での会話など、関わる事ができるようになった。
しかし、自分の本体の木が道路の近くにあったため、ある日遊歩道を作る際に撤去され消えてしまう。だが後日ベンチに加工された状態で公園に戻ってくる（加工された状態でも自意識に問題は無い模様）。更に設置場所が桜の精の女の子の本体である桜の木の近くだったため、直接女の子に会えるようになった。

## 作風
アニメの監督を務める小高義規によると、「何気ない一日、一週間、一年がずっと続けられている大切さ」を感じる作品である。天﨑滉平によると、「特徴的な設定なのに心に馴染む素敵なストーリー」の作品。

## 書誌情報
- 森川侑『休日のわるものさん』スクウェア・エニックス〈ガンガンコミックスpixiv〉、既刊7巻（2025年3月22日現在）
  1. 2018年12月21日発売[1][12]、ISBN 978-4-7575-5951-6
  2. 2019年10月21日発売[13]、ISBN 978-4-7575-6351-3
  3. 2020年9月19日発売[14]、ISBN 978-4-7575-6802-0
  4. 2022年2月22日発売[15]、ISBN 978-4-7575-7752-7
  5. 2023年4月21日発売[16]、ISBN 978-4-7575-8532-4
  6. 2024年1月22日発売[17]、ISBN 978-4-7575-8747-2
  7. 2025年3月22日発売[18]、ISBN 978-4-7575-9638-2

## テレビアニメ
2023年2月にアニメ化が発表され、2024年1月から3月までテレビ東京ほかにて放送された。

### 製作
企画
当初テレビアニメ版では、わるものさんと地球防衛組織・レンジャーとの戦いを描くこと考えられたが、テレビアニメ版のスタッフが原作者の森川侑と会話を重ねる中で、大切にしているものや、作品で描きたいことが見えてきたことから、季節の移ろいや日常のディティールに重きを置き、ストレスフリーな作品にするという方針に改められた。
キャスティング
わるものさん役にはオーディションで浅沼晋太郎が選ばれた。

### スタッフ（テレビアニメ）
- 原作 - 森川侑[8]
- 監督 - 小高義規[8]
- シリーズ構成・脚本 - 後藤みどり[8]
- キャラクターデザイン - 島崎知美[8]
- 総作画監督 - 島崎知美、萩原しょう子、清水空翔
- アニマルデザイン - 森亜紀子[20]
- プロップデザイン - 荻上尚美
- 色彩設計 - 大野嘉代子[9]
- 美術監督 - 松本浩樹、有本妃査恵[9]
- 美術設定 - 松本浩樹、石原由光
- 撮影監督 - 長野慎一郎[9]
- 編集 - 藤本理子[9]
- 音響監督 - 山本浩司[9]
- 音響制作 - ダックスプロダクション[9]
- 音楽 - 信澤宣明[8]
- 音楽制作 - VAP
- 音楽プロデューサー - 荒谷輔
- プロデューサー - 髙梨舞、山内未来、鹿志村絵美、吉尾宗太、藤村智子、廣川浩二、小澤文啓、石田雄作
- アニメーションプロデューサー - 斉藤広行、田代尚子
- アニメーション制作 - シンエイ動画、SynergySP[8]
- 製作 - 今日は休日委員会

### 主題歌
「遊歩」
いゔどっとによるオープニングテーマ。作詞はいゔどっと、作曲はいゔどっと、春野、編曲は春野。
第10話、第12話では順番が入れ替わりエンディングテーマとして使われた。
「休息充電」
GLASGOWによるエンディングテーマ。作詞は藤本栄太、いしわたり淳治、作曲はアラタニ、編曲はAPAZZI。
第10話、第12話では順番が入れ替わりオープニングテーマとして使われた。

### 各話リスト
| 話数       | サブタイトル         | 絵コンテ | 演出                | 作画監督                                                  | 初放送日      |
| ---------- | -------------------- | -------- | ------------------- | --------------------------------------------------------- | ------------- |
| Episode 01 | 我らにも癒しは必要だ | 杉島邦久 | 小高義規 山本雄太郎 | 荒牧園美                                                  | 2024年 1月8日 |
| Episode 02 | やはり地球は侮れない | 西田健一 | 粟井重紀            | 川重希                                                    | 1月15日       |
| Episode 03 | 冬の魔物たち         | 沼山茉由 | 沼山茉由            | 大豆一博                                                  | 1月22日       |
| Episode 04 | 春くる街で           | 杉島邦久 | 斉藤秀二            | 島崎知美 萩原しょう子 荒牧園美 吉田肇                     | 1月29日       |
| Episode 05 | 魔法少女は苦悩する。 | 西田健一 | 粟井重紀            | 川重希 髙橋美由希                                         | 2月5日        |
| Episode 06 | 夏に願うもの         | 杉島邦久 | 粟井重紀            | 川重希 髙橋美由希 宮本美智子 堀江佑                       | 2月12日       |
| Episode 07 | パンダフルな週末。   | 沼山茉由 | 沼山茉由            | 大豆一博                                                  | 2月19日       |
| Episode 08 | 白い季節の贈り物     | 西田健一 | 浅見松雄            | 島崎知美 萩原しょう子 今野幸一 渡辺まゆみ 荒牧園美 吉田肇 | 2月26日       |
| Episode 09 | 欲望の行方           | 杉島邦久 | 斉藤秀二            | 島崎知美 今野幸一 萩原しょう子 吉田肇 荒牧園美            | 3月4日        |
| Episode 10 | 正義の事情           | 杉島邦久 | 粟井重紀            | 髙橋美由希 宮本美智子 栁井彩夏                            | 3月11日       |
| Episode 11 | 花散る頃に           | 沼山茉由 | 沼山茉由            | 大豆一博                                                  | 3月18日       |
| Episode 12 | この星のどこかで     | 杉島邦久 | 小高義規 山本雄太郎 | 島崎知美 萩原しょう子 渡辺まゆみ                          | 3月25日       |

### 放送局
| 放送期間                | 放送時間                     | 放送局     | 対象地域   | 備考                                 |
| ----------------------- | ---------------------------- | ---------- | ---------- | ------------------------------------ |
| 2024年1月8日 - 3月25日  | 月曜 1:35 - 2:05（日曜深夜） | テレビ東京 | 関東広域圏 | 製作参加                             |
| 2024年1月9日 - 3月26日  | 火曜 2:00 - 2:30（月曜深夜） | テレビ大阪 | 大阪府     | 製作参加                             |
| 2024年1月10日 - 3月27日 | 水曜 22:00 - 22:30           | AT-X       | 日本全域   | CS放送 / 字幕放送 / リピート放送あり |
| 2024年1月14日 - 3月31日 | 日曜 23:00 - 23:30           | BS日テレ   | 日本全域   | BS/BS4K放送 / 『アニメにむちゅ〜』枠 |

| 配信開始日    | 配信時間                   | 配信サイト |
| ------------- | -------------------------- | --- |
| 2024年1月8日  | 月曜 2:05（日曜深夜） 更新 | dアニメストア Hulu |
| 2024年1月12日 | 金曜 22:00 更新            | U-NEXT アニメ放題 |
| 2024年1月14日 | 日曜 22:00以降 更新        | ABEMA Amazon Prime Video auスマートパスプレミアム DMM TV FOD J:COM STREAM SPOOX Lemino TELASA ニコニコ動画 ニコニコ生放送 ネットもテレ東 バンダイチャンネル ひかりTV マンガUP! milplus TVer Youtube クランクイン！ビデオ HAPPY!動画 |

### BD
| 巻  | 発売日        | 収録話         | 規格品番   |
| --- | ------------- | -------------- | ---------- |
| BOX | 2024年5月22日 | 第1話 - 第12話 | VPXY-75183 |

| テレビ東京 月曜 1:35 - 2:05（日曜深夜）                              | テレビ東京 月曜 1:35 - 2:05（日曜深夜）      | テレビ東京 月曜 1:35 - 2:05（日曜深夜）                                                |
| 前番組                                                               | 番組名                                       | 次番組                                                                                 |
| -------------------------------------------------------------------- | -------------------------------------------- | -------------------------------------------------------------------------------------- |
| アイドルマスター ミリオンライブ!（再放送） - ※本番組から再びアニメ枠 | 休日のわるものさん - ※テレビ大阪との共同製作 | 日向坂で会いましょう ※1:20 - 1:50 ※本番組よりバラエティ番組鋼鉄神ジーグ - ※1:50 - 2:20 |

## 朗読劇
2024年3月2日と同月3日にシアター1010にて各日2公演で上演予定。キャストはテレビアニメ版から続投となる。

### キャスト
- わるものさん - 浅沼晋太郎[19]
- アカツキレッド - 石橋陽彩[19]
- レイメイグリーン / 空・麦 - 山村響[19]
- ブラック - 梅原裕一郎[25]

### スタッフ（朗読劇）
- 原作 - 森川侑、今日は休日委員会[19]
- 脚本・演出 - 川尻恵太[19]
- 音楽 - 信澤宣明[19]
- 企画・製作 - シザーブリッツ[19]